# Sentinel-6

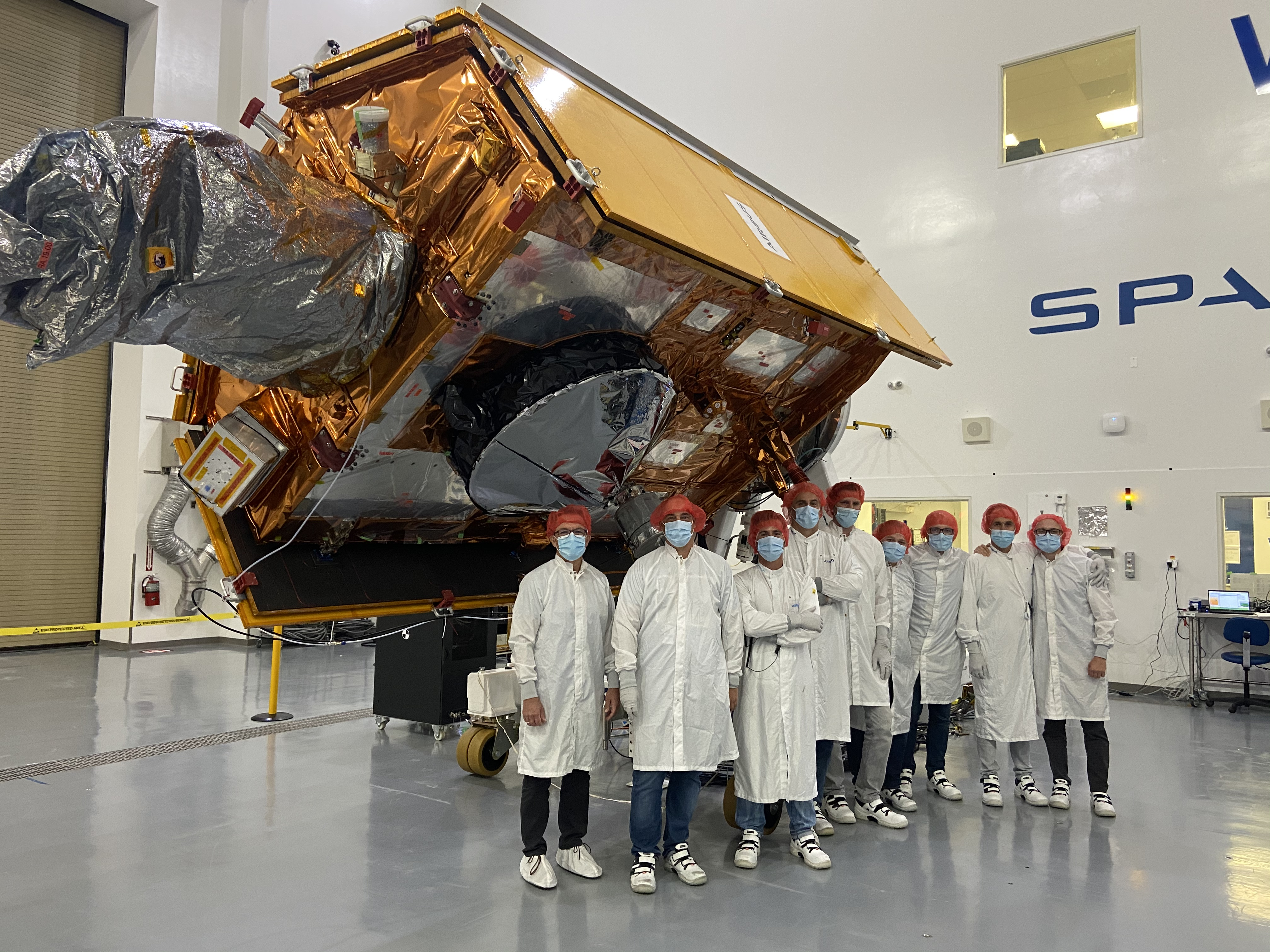
Sentinel-6 sur le site de Vandenberg en Californie peu avant son lancement.

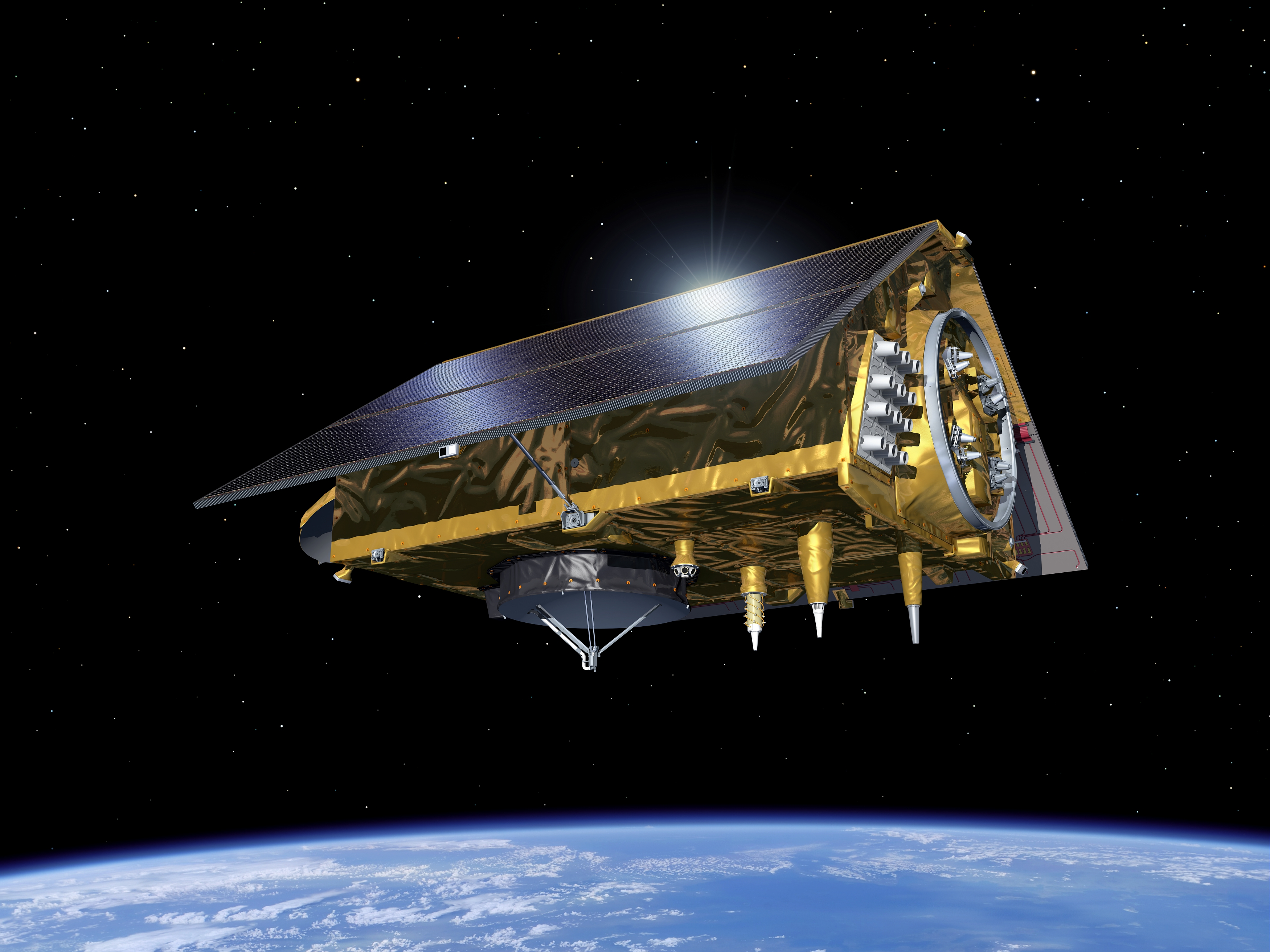
Vue d'artiste.

Sentinel 6 ou Jason CS (pour Jason Continuity of Service) est une famille comprenant deux satellites d'altimétrie satellitaire océanographique développés par l'Agence spatiale européenne et dont le lancement a été réalisé le 21 novembre 2020 pour le premier et programmé en 2026 pour le second. Comme les satellites franco-américains Jason, dont ils reprennent les principales caractéristiques, ils satisfont d'abord aux besoins d'EUMETSAT et de la NOAA, organismes météorologiques respectivement européen et américain. Mais ils sont également partie intégrante du segment spatial du programme Copernicus de la Communauté européenne dont l'objectif est de collecter et redistribuer des données issues de sources multiples portant sur l'environnement de la Terre. À ce titre, ils sont un des composants de la flotte de satellites Sentinel en cours de déploiement pour ce programme.
Les satellites Sentinel-6 fournissent des données en quasi temps réel sur la surface des océans (vagues, vents de surface, hauteur de la mer) utilisées pour les prévisions de météorologie marine à court terme, des éléments alimentant les prévisions saisonnières (El Niño, ...) et des mesures de l'évolution de la hauteur des océans qui alimentent les recherches sur le changement climatique. Pour remplir ces objectifs, les satellites Sentinel-6 emportent des équipements permettant de mesurer avec une très grande précision la hauteur de la mer. Pesant environ 1,44 tonne, ils utilisent une plateforme basée sur celle des CryoSat et emportent un radar altimètre et radiomètre micro-ondes. Le premier a été lancé le 21 novembre 2020 et le second est programmé en novembre 2025.

## Historique
La Communauté européenne décide en 2009 d'intégrer dans son programme Copernicus les données recueillies par les satellites franco-américains Jason qui, en mesurant la hauteur des océans, fournissent des données climatiques essentielles sur l'évolution du climat. Cette famille de satellites, qui comprend TOPEX/Poseidon, Jason-1 et Jason-2, est alors développée sous la maîtrise d'ouvrage de la NASA et du CNES (agence spatiale française) pour répondre aux besoins d'EUMETSAT et de la NOAA, organismes météorologiques respectivement européen et américain. Jason-3 est le premier satellite de la série construit dans ce nouveau contexte.
Fin 2013, la commission européenne décide d'associer de manière plus étroite cette famille de satellites avec le programme Copernicus. Dans ce nouveau cadre, la construction de deux satellites Sentinel-6/Jason-CS (CS pour Continuity of Service) est décidée dont le premier doit être lancé en 2021. Le développement des satellites est confié à la filiale allemande d'Airbus Defence and Space tandis que l'instrument principal doit être fourni par Thales Alenia Space France. Sur le plan technique, la plateforme utilisée est proche de celle des satellites CryoSat tandis que les instruments sont similaires à ceux utilisés par les Jason. Les satellites Sentinel-6 constituent une solution transitoire en attendant la mise au point de la technologie du radar à synthèse d'ouverture altimètre interféromètre qui doit être testé dans le cadre de la mission Surface Water Ocean Topography Mission lancée en décembre 2022.
Le premier satellite, Sentinel 6A, est renommé "Sentinel-6 Michael Freilich" en hommage à l'ancien directeur de la division Earth Science de la NASA qui prend sa retraite en 2019, au cours d'une cérémonie tenue le 28 janvier 2020 à Washington.
Le financement, la construction des segments spatial et terrestre ainsi que la gestion opérationnelle sont répartis entre les différents acteurs de la manière suivante : 
- EUMETSAT est le chef de file pour la définition du cahier des charges des satellites,
- la Communauté européenne finance le fonctionnement opérationnel de Jason-3 et des deux satellites Sentinel-6,
- l'Agence spatiale européenne est responsable pour le compte d'EUMETSAT et de la Communauté européenne du développement des satellites et de leurs instruments,
- la construction du deuxième satellite Sentinel-6 est cofinancée à parts égales par EUMETSAT et la Communauté européenne,
- la NASA prend en charge le lancement des deux satellites Sentinel-6,
- EUMETSAT est responsable du développement du segment terrestre,
- EUMETSAT prend en charge la préparation et la gestion opérationnelle des deux satellites,
- la NOAA fournit le segment terrestre aux États-Unis pour la récupération des données.

## Objectifs
L'objectif principal est de recueillir des données permettant d'assurer la continuité de mesures réalisées par les instruments des satellites Jason-2/Jason-3. Il doit également permettre d'étalonner les autres missions d'altimétrie satellitaire, en particulier les satellites océanographiques Sentinel-3 également mis en œuvre par EUMETSAT. Les données produites sont les suivantes :
- pour les besoins de météorologie marine, des données sur la hauteur des vagues, la vitesse du vent en surface et la hauteur des mers sont fournies en quasi temps réel.
- pour les prévisions saisonnières, la vitesse des courants marins
- pour les recherches sur le climat (changement climatique), l'élévation du niveau de la mer.

## Caractéristiques techniques
Le satellite Sentinel-6 utilise une plateforme basée sur celle du satellite européen CryoSat avec des panneaux solaires déployables en orbite de plus grande dimension et la plupart des instruments montés au nadir (sur le côté du satellite faisant face à la Terre). Le satellite est stabilisé 3 axes. Sa masse au lancement est de 1 440 kilogrammes et ses dimensions sont de  5,3 x 4,17 x 2,35 mètres. La propulsion à ergols liquides mono-ergol dispose de 214 kilogrammes qui sont utilisés pour maintenir l'orbite et abaisser le périgée en fin de vie afin de garantir une rentrée atmosphérique au bout de moins de 25 ans (application des mesures destinées à limiter les débris spatiaux). La durée de vie est de 5,5 ans dont 6 mois pour la phase de recette en orbite et la quantité d'ergols emportée permet une durée de fonctionnement minimale de 7,5 ans. Les panneaux solaires et les batteries sont dimensionnés de manière à faire face à une consommation moyenne de 891 watts. Le volume quotidien des données transférées est de 1200 gigabits. La mémoire de masse a une capacité de 496 gigabits (en début de mission). Les télécommunications sont assurées en bande X (liaison descendante) avec un débit de 150 mégabits par seconde et en bande S (liaison montante et descendante) avec un débit respectivement de 16 et 32 kilobits par seconde. Le satellite peut être lancé par une fusée Falcon 9 ou Antares.

### Charge utile

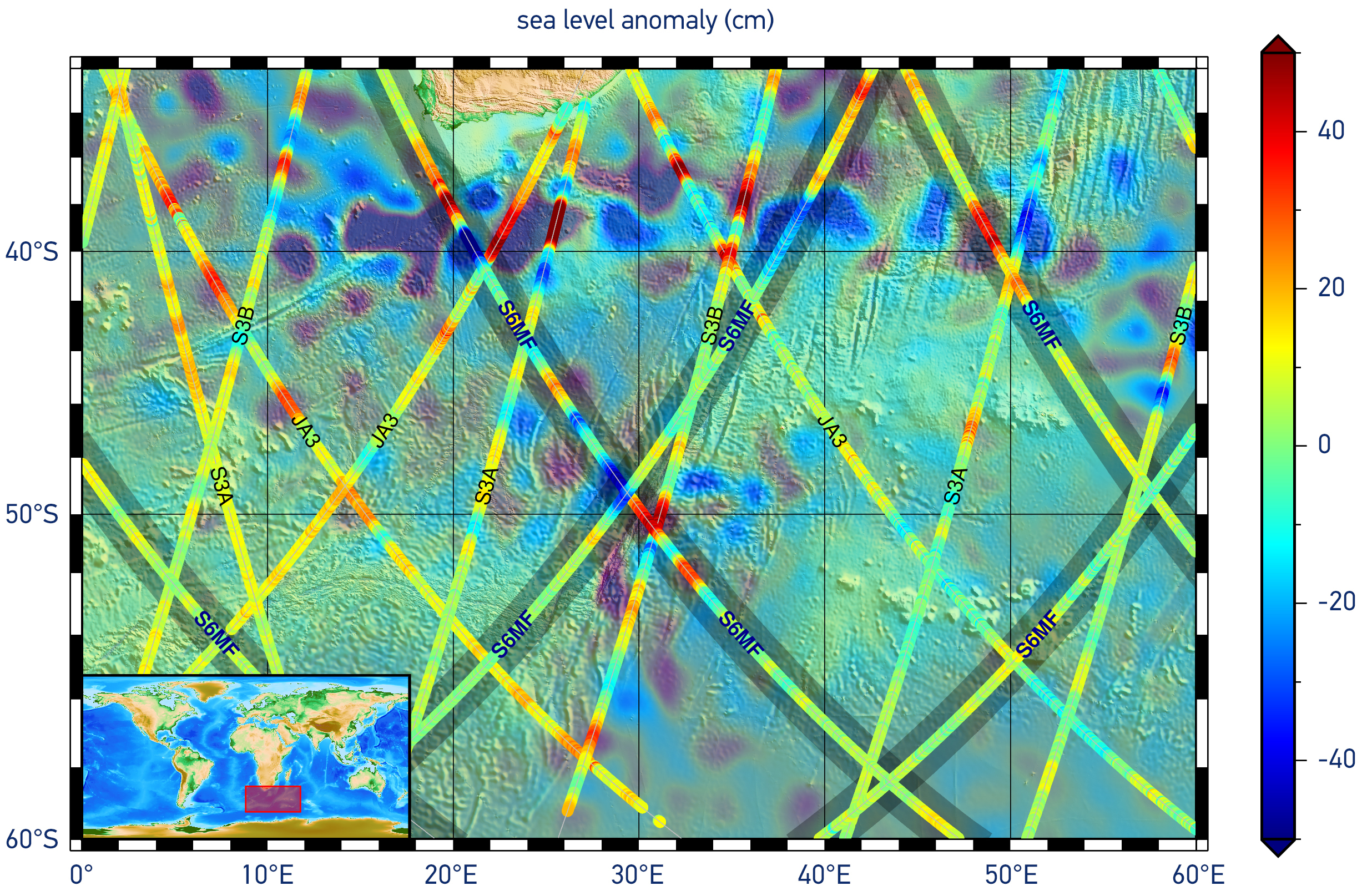
Données altimétriques de Sentinel-6A, superposées à celles de Jason-3, Sentinel-3A et -3B.

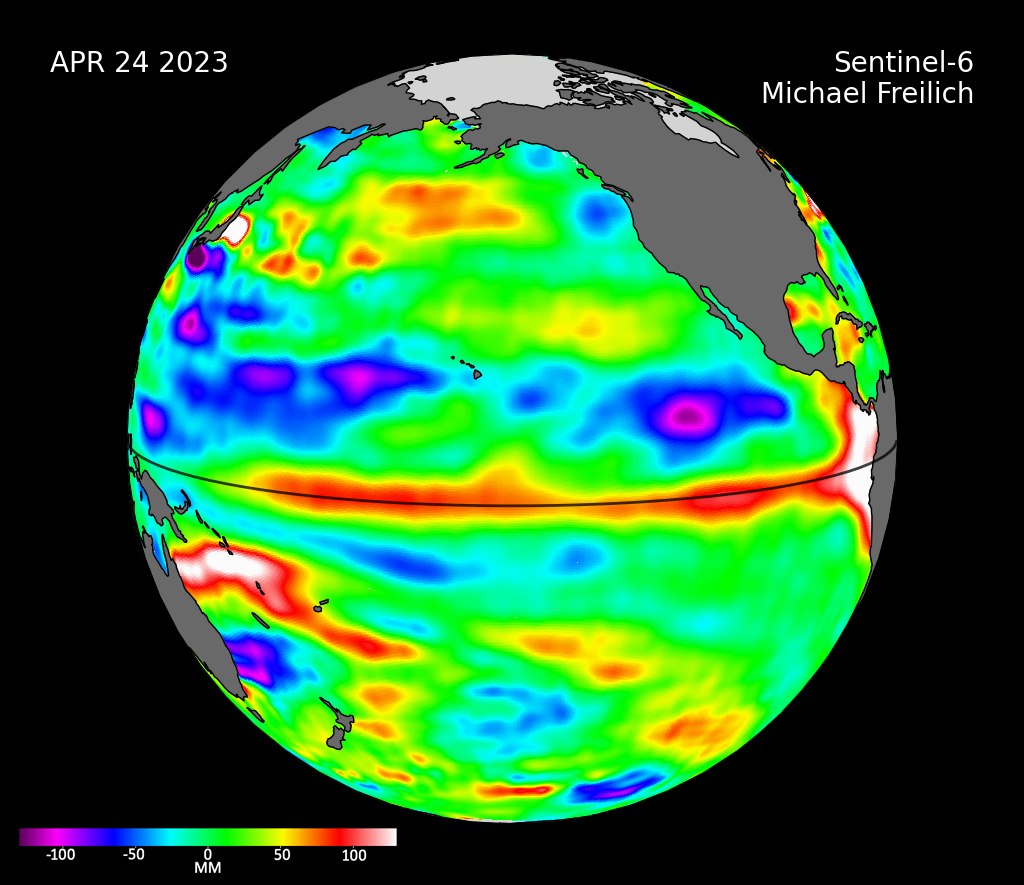
Carte établie à l'aide des données fournies par montrant le développement de El Nino.

La  charge utile est similaire à celle des satellites Jason :
Deux instruments sont utilisées pour recueillir les données altimétriques :
- l'altimètre-radar Poseidon-4 développé par Thales Alenia Space mesure la distance entre la surface de l'océan et le satellite. Il s'agit d'un radar bi-fréquence (5,3 GHz en bande C et 13,575 GHz en bande Ku) qui permet de mesurer la topographie de la surface de l'océan, de calculer la vitesse des courants océaniques ainsi que de mesurer la hauteur et la vitesse des vagues. Il dispose d'une deuxième fréquence en bande C qui permet de corriger les effets de l'ionosphère, la taille de l'antenne est réduite mais la puissance de l'émission est augmentée, le système de génération de signal utilise une puce qui permet de sélectionner la fréquence d'ondes et d'avoir une meilleure maîtrise  de la phase, le processeur utilisé est durci contre les rayonnements.
- le radiomètre à micro-ondes AMR-C développé par le JPL mesure les caractéristiques de l'atmosphère qui influent sur les données fournies par l'altimètre. À cet effet, il mesure la réflexion de micro-ondes sur la surface de l'océan dans trois longueurs d'onde :
  - l'émission en 23,8 GHz mesure la quantité de vapeur d'eau présente dans la colonne d'air traversée par les émissions radar
  - l'émission en 34 GHz fournit la correction à apporter liée aux nuages ne produisant pas de précipitations
  - l'émission en 18,7 GHz permet de mesurer l'influence du vent sur la surface de la mer.

Trois équipements permettent de déterminer avec une grande précision la position du satellite. Combinées avec la mesure de l'altimètre, ces données permettent d'en déduire la hauteur du niveau de la mer :
- le système de trajectographie Doris du CNES mesure la distance entre le satellite et des stations terrestres dédiées
- un récepteur GPS GNSS–POD utilise les signaux GPS et Galileo pour déterminer l'orbite précise.
- un équipement GNSS-RO (GNSS Radio Occultation) fourni par le JPL utilise l'occultation des signaux GPS pour collecter des informations sur la pression atmosphérique, la température et la vapeur d'eau en suspension ainsi que sur les caractéristiques de l'ionosphère ;
- un rétroréflecteur laser LRA également fourni par le JPL.

## Déroulement de la mission
Sentinel 6A, nommé en janvier 2020 Sentinel-6 Michael Freilicht, est placé sur une orbite basse (non héliosynchrone) similaire à celles des satellites Jason (altitude 1 336 km, inclinaison orbitale de 66°) par un lanceur Falcon 9 le 21 novembre 2020, à 9h17 depuis la Vandenberg Space Force Base en Californie (18h17 en France métropolitaine).
Le satellite repasse tous les 10 jours au-dessus de la même zone. Le deuxième exemplaire 6B doit être lancé en novembre 2025.
| Satellite             | Date de lancement                | Base de lancement           | Lanceur  | Identifiant COSPAR | Commentaire  | Statut |
| --------------------- | -------------------------------- | --------------------------- | -------- | ------------------ | ------------ | ------ |
| 6A (Michael Freilich) | 21 novembre 2020, à 17:17:08 UTC | Vandenberg Space Force Base | Falcon 9 | 2020-086A          | Opérationnel | Succès |
| 6B                    | 2025                             |                             |          |                    |              | Prévu  |